# Michèle Command
Pour les articles homonymes, voir Command.
Michèle Command, née le 27 novembre 1946 à Caumont dans le Sud-Ouest de la France, est une soprano française.

## Biographie
Elle étudie au Conservatoire de Grenoble puis au Conservatoire de Paris, où elle obtient un premier prix de chant et d’art lyrique à l’unanimité plus prix spécial du jury.
Elle fait ses débuts à l'Opéra de Lyon, dans le rôle de Musette de La Bohème, puis le chef Michel Plasson l'invite au Capitole de Toulouse, où elle chante Fiordiligi, Donna Elvira, Micaëla, Violetta. Rolf Liebermann lui confie le rôle de Portia du Marchand de Venise de Reynaldo Hahn, à la Salle Favart.
Elle est à l’origine du Concours international de chant et des classes de maître à Canari en Corse où elle enseigne depuis une dizaine d’années. Elle a été pendant 12 ans la professeure de chant du Conservatoire municipal Gabriel-Fauré du 5e arrondissement de Paris.

## Quelques rôles marquants à l'opéra
- Mélisande dans Pelléas et Mélisande de Claude Debussy ;
- Fiordiligi dans Così fan tutte de Wolfgang Amadeus Mozart ;
- Catherine d'Aragon dans Henry VIII de Camille Saint-Saëns ;
- Mimi dans La Bohème de Giacomo Puccini ;
- Desdémone dans Otello de Giuseppe Verdi ;
- Médée dans Médée de Luigi Cherubini (version originale en Français) au Théâtre impérial de Compiègne ;
- Mireille dans Mireille de Charles Gounod à l'Opéra-Comique.